# Alexander Payer
Alexander Payer (* 12. September 1989 in Sankt Veit an der Glan) ist ein österreichischer Snowboarder. Er startet in den Paralleldisziplinen.

## Werdegang
Payer nimmt seit 2005 am Europacup teil. Dabei errang er bisher 20 Podestplatzierungen, davon acht Siege. In der Saison 2019/20 belegte er den ersten Platz, in der Saison 2012/13 den zweiten Platz und in der Saison 2015/16 den dritten Platz in der Parallelwertung. Zudem gewann er in der Saison 2015/16 und 2019/20 die Parallelslalomwertung (Stand: Saisonende 2019/20).
Bei den Snowboard-Juniorenweltmeisterschaften 2007 in Bad Gastein errang Payer den 14. Platz im Parallel-Riesenslalom. Im folgenden Jahr gelang ihn bei den Juniorenweltmeisterschaften in Chiesa in Valmalenco der 14. Platz im Parallel-Riesenslalom und der zehnte Rang im Parallelslalom. Sein Debüt im Snowboard-Weltcup hatte er im Januar 2010 am Kreischberg, welches er auf dem 54. Platz im Parallel-Riesenslalom beendete. Im Dezember 2013 erreichte er in Carezza mit dem zweiten Platz im Parallelslalom seine erste Top-Ten- und Podestplatzierung im Weltcup.
Zum Ende der Saison 2013/14 errang er den 13. Platz im Parallel-Weltcup und den neunten Platz im Parallelslalom-Weltcup. Im März 2014 wurde er in Falkert österreichischer Meister im Riesenslalom. Bei der Winter-Universiade 2015 in Sierra Nevada holte er die Bronzemedaille im Parallel-Riesenslalom. In der Saison 2015/16 erreichte er im Weltcup mit drei Top-Zehn-Platzierungen den 14. Platz im Parallel-Weltcup, den 12. Rang im Parallel-Riesenslalom-Weltcup und den zehnten Platz im Parallelslalom-Weltcup. In der folgenden Saison kam er bei neun Weltcupteilnahmen zweimal unter die ersten zehn Plätze, darunter Platz drei im Parallelslalom in Winterberg. Damit belegte er den 17. Platz im Parallel-Weltcup und den sechsten Rang im Parallelslalom-Weltcup. Beim Saisonhöhepunkt den Snowboard-Weltmeisterschaften 2017 in Sierra Nevada kam er auf den 31. Platz im Parallel-Riesenslalom und auf den 14. Rang im Parallelslalom. In der Saison 2017/18 belegte er mit fünf Top-Zehn-Platzierungen, darunter Platz drei im Parallel-Riesenslalom in Lackenhof und Platz eins im Parallel-Riesenslalom in Cortina d’Ampezzo, den achten Platz im Parallel-Weltcup und den vierten Rang im Parallelslalom-Weltcup. Beim im Rahmen der Olympischen Winterspiele 2018 ausgetragenen Parallel-Riesenslalom schied er am 24. Februar in der südkoreanischen Stadt Pyeongchang im Achtelfinale aus und belegte den neunten Rang. Im folgenden Jahr fuhr er bei den Weltmeisterschaften in Park City auf den 11. Platz im Parallel-Riesenslalom.
In der Saison 2019/20 kam Payer im Weltcup fünfmal unter den ersten Zehn und wurde damit Zehnter im Parallelweltcup, Neunter im Parallel-Riesenslalom-Weltcup und Achter im Parallelslalom-Weltcup. Auch in der folgenden Saison errang er fünf Top-Zehn-Platzierungen und belegte damit den fünften Platz im Parallel-Weltcup und den vierten Rang im Parallelslalom-Weltcup. Beim Saisonhöhepunkt, den Snowboard-Weltmeisterschaften 2021 in Rogla, fuhr er auf den 14. Platz im Parallel-Riesenslalom und auf den zehnten Rang im Parallelslalom. Im Februar 2023 holte Payer bei den Snowboard-Weltmeisterschaften 2023 in Bakuriani im Parallel-Riesentorlauf die Bronze-Medaille. Wenige Tage später zog er sich in der Slalom-Qualifikation einen Riss des vorderen Kreuzbandes im linken Knie zu.
Alexander Payer ist aktiver Sportler des Heeressportzentrums des Österreichischen Bundesheers. Als Heeressportler trägt er derzeit den Dienstgrad Korporal.
Im Juli 2024 heiratete er die Snowboarderin Sabine Schöffmann.

## Sportliche Erfolge

### Olympische Spiele
| Datum         | Ort         | Land | Disziplin             | Platz |
| ------------- | ----------- | ---- | --------------------- | ----- |
| 24. Feb. 2018 | Pyeongchang | KOR  | Parallel-Riesenslalom | 9     |

## Weltcupsiege

### Weltcupsiege im Einzel
| Nr. | Datum             | Ort               | Disziplin             |
| --- | ----------------- | ----------------- | --------------------- |
| 1.  | 15. Dezember 2017 | Cortina d’Ampezzo | Parallel-Riesenslalom |
| 2.  | 11. Dezember 2022 | Winterberg        | Parallelslalom        |

### Weltcupsiege im Team
| Nr. | Datum           | Ort       | Disziplin                    |
| --- | --------------- | --------- | ---------------------------- |
| 1.  | 15. Januar 2022 | Simonhöhe | Parallel-Riesenslalom Team 1 |

### Weltcup-Gesamtplatzierungen
| Saison  | Parallel | Parallel | Parallel-Riesenslalom | Parallel-Riesenslalom | Parallelslalom | Parallelslalom |
| Saison  | Punkte   | Platz    | Punkte                | Platz                 | Punkte         | Platz          |
| ------- | -------- | -------- | --------------------- | --------------------- | -------------- | -------------- |
| 2009/10 | 14       | 89.      | -                     | -                     | -              | -              |
| 2010/11 | 36       | 62.      | -                     | -                     | -              | -              |
| 2011/12 | -        | -        | -                     | -                     | -              | -              |
| 2012/13 | 547      | 28.      | 137                   | 37.                   | 410            | 17.            |
| 2013/14 | 1304     | 13.      | 329                   | 25.                   | 974            | 9.             |
| 2014/15 | 1505     | 19.      | 710                   | 20.                   | 795            | 18.            |
| 2015/16 | 1800     | 14.      | 550                   | 12.                   | 1250           | 10.            |
| 2016/17 | 1970     | 17.      | 860                   | 21.                   | 1110           | 6.             |
| 2017/18 | 3382     | 8.       | 2904                  | 4.                    | 478            | 17.            |
| 2018/19 | 2074     | 17.      | 1084                  | 22.                   | 990            | 12.            |
| 2019/20 | 2680     | 10.      | 1740                  | 9.                    | 940            | 8.             |
| 2020/21 | 295      | 5.       | 111                   | 17.                   | 184            | 4.             |
| 2021/22 | 268      | 10.      | 138                   | 10.                   | 130            | 6.             |
| 2022/23 | 433      | 4.       | 208                   | 7.                    | 225            | 4.             |
| 2023/24 | 232      | 16.      | 145                   | 16.                   | 87             | 16.            |
| 2024/25 | 424      | 13.      | 294                   | 14.                   | 130            | 9.             |